# Oak Harbor (Ohio)
Oak Harbor é uma vila localizada no estado norte-americano de Ohio, no Condado de Ottawa.

## Demografia
Segundo o censo norte-americano de 2000, a sua população era de 2841 habitantes.
Em 2006, foi estimada uma população de 2819, um decréscimo de 22 (-0.8%).

## Geografia
De acordo com o United States Census Bureau tem uma área de
3,8 km², dos quais 3,4 km² cobertos por terra e 0,4 km² cobertos por água. Oak Harbor localiza-se a aproximadamente 180 m acima do nível do mar.

## Localidades na vizinhança
O diagrama seguinte representa as localidades num raio de 20 km ao redor de Oak Harbor.